# مقادير (أغنية)
مقادير هي أغنية لطلال مداح. من كلمات الأمير محمد بن عبد الله الفيصل وألحان سراج عمر.

## الكلمات
مقادير يا قلبي العنا
مقادير وش ذنبي أنا
مقادير وتمضي حياتي
مشاوير وأتمنى الهنا
على ميعاد حنا والفرح كنا
وكنا بعاد وعشنا على الأمل حنا
وكان الفرح غايب
واثر الأمل كاذب
مقادير
يا أهل الهوى كيف المحبة تهون
كيف النوى يقدر ينسي العيــــون
نظرة حنين وأحلى سنين
عشناها يا قلبي الحزيــن
مقادير